# Jezevčíci

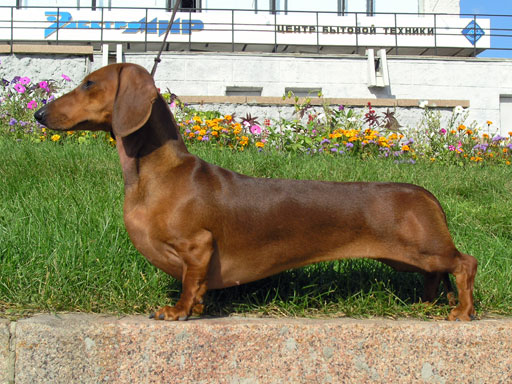
Jezevčík standardní krátkosrstý

Jezevčíci jsou malá skupina psů dle FCI s pořadovým číslem čtyři. Ze všech deseti skupin je nejméně početná: má jen několik zástupců, přičemž se dá říct, že se jedná o jednoho psa na více způsobů. Všichni jezevčíci si jsou povahově velice podobní; tvrdohlaví, ale oddaní svému majiteli, na kterém jsou závislí. Také jsou vhodní k dětem. Vyskytují se ve dvou velikostních rázech a je možnost vybrat si ze tří typů srsti. Velikostní rázy jsou trpasličí/králičí a standardní, typy srsti jsou: dlouhosrstá, drsnosrstá a krátkosrstá. Všichni tito jezevčíci jsou z Německa. Tato skupina nemá žádné sekce.
Jezevčíci byli vyšlechtěni pro norování, k čemuž se využívají i dodnes. Krom toho jsou to ale i společníci do rodiny. Původní typ jezevčíka byl standardní krátkosrstý . Z tohoto typu byla později vyšlechtěna dnes poměrně známá plemena, např. baset. Asi v 16. století byl hladkosrstý standardní jezevčík křížen se španělem a díky tomuto křížení vznikli jezevčíci dlouhosrstí standardní. A přestože drsnosrstí jezevčíci standardní byli známí již od 14. století, oficiálně je to až v 18. století, kdy se typ podařilo trochu ustálit, díky přikřížení kníračů malých a dandie dinmont teriérů . Miniaturní verze vznikaly postupně v 19. století a od roku 1908 jsou zapisovány do plemenné knihy.

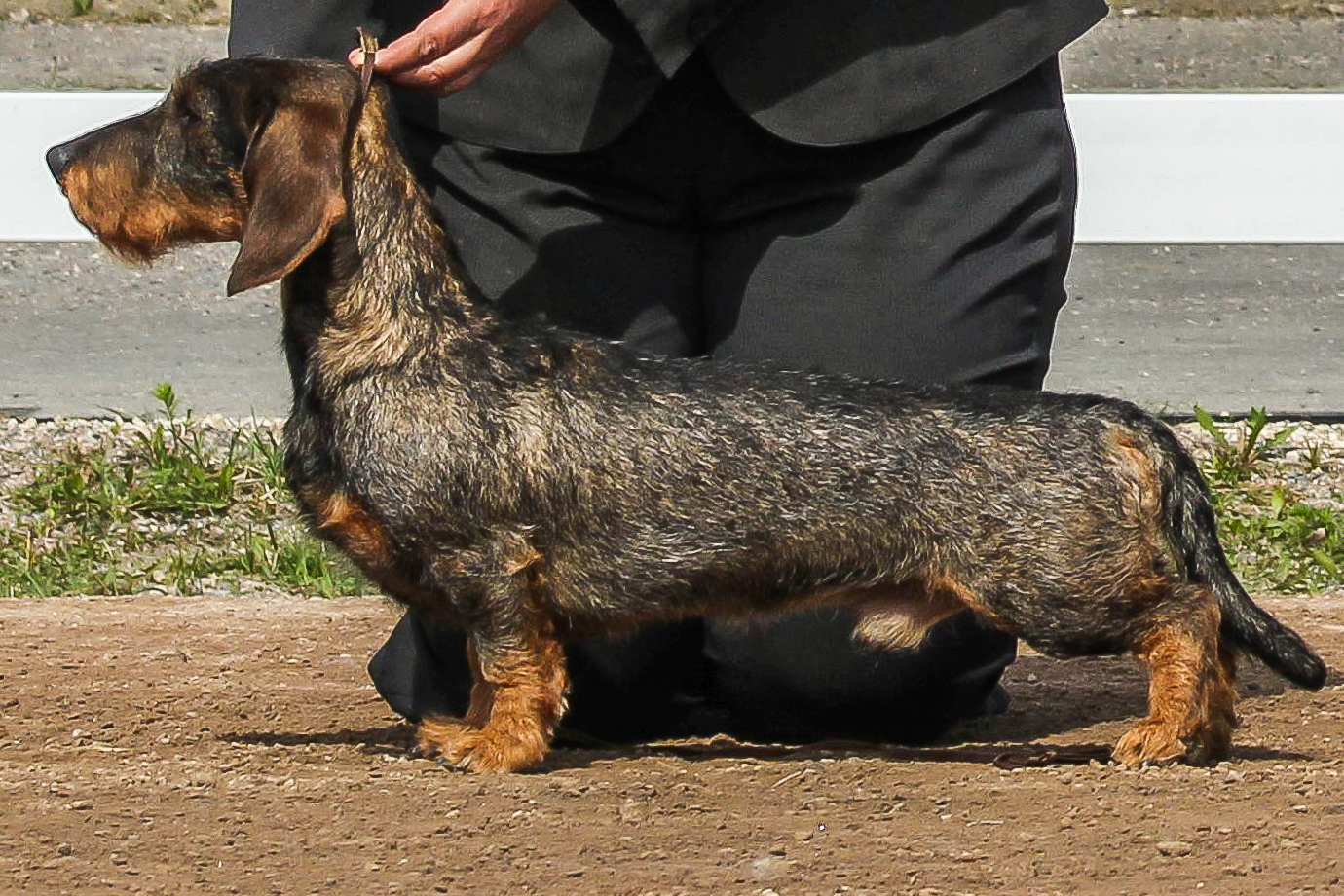
Jezevčík drsnosrstý standardní

## Varianty dle FCI
Jezevčíci
- Jezevčík standardní dlouhosrstý
- Jezevčík standardní drsnosrstý
- Jezevčík standardní krátkosrstý
- Jezevčík trpasličí/králičí dlouhosrstý
- Jezevčík trpasličí/králičí drsnosrstý
- Jezevčík trpasličí/králičí krátkosrstý